# Лапин, Владислав Андреевич
Владислав Андреевич Лапин (род. 24 сентября 1996 года, Новосибирск, Новосибирская область, Россия) — российский тхэквондист, член сборной команды России, призёр Чемпионата Европы.

## Карьера
Тренируется в Новосибирске.
Бронзовый призёр Первенства России (2012) среди юниоров.
Бронзовый призёр Чемпионата России (2014) среди юниоров.
Чемпион России (2015, 2017) среди взрослых. Победитель Кубка России (2019)
Призёр ряда международных турниров, Norhern Palmira Cup (2016, 2 место), турнир Siberia Cup (2013, 1 место).
Бронзовый призёр Чемпионата Европы 2015 года.